# Georg Büchner
Karl Georg Büchner (Goddelau, Hesse-Darmstadt, 17 de outubro de 1813 — Zurique, 19 de fevereiro de 1837) foi um escritor e dramaturgo alemão.

## Vida
Seguindo a tradição da família, começou a estudar medicina em 1831. Seu espírito revolucionário logo encontraria um meio de expressão na literatura. Sua intenção de promover uma insurreição no Hesse sob o lema: Paz às cabanas! Guerra aos palácios!, foi motivo de uma ordem de prisão, e ele refugiou-se na casa do pai. Ali escreveu A morte de Danton (1835), uma análise ao mesmo tempo exaltada e pessimista das causas do fracasso da Revolução Francesa, e que foi o primeiro drama realista alemão.
Entre as obras que vieram a seguir, todas publicadas depois de sua morte, destacam-se a comédia Leôncio e Lena, sátira às ideias românticas, e a novela Lenz, homenagem a Jakob Michael Reinhold Lenz, membro, como Büchner, de um movimento literário conhecido como A Jovem Alemanha. Com Woyzeck (1836), sua última peça, que em 1921 inspirou uma ópera ao austríaco Alban Berg, Büchner influenciou o drama social que veio com os naturalistas e expressionistas. Com um argumento baseado em fatos reais, o autor denuncia cruamente a opressão dos humildes. Perseguido pela polícia alemã por questões políticas, Büchner fugiu para a Suíça e morreu de tifo em Zurique em 19 de fevereiro de 1837, com apenas 23 anos de idade.

## Estudos sobre o assunto
- Heiner Boehncke, Peter Brunner, Hans Sarkowicz. Die Büchners oder der Wunsch, die Welt zu verändern. Societäts-Verlag, Frankfurt am Main, 2008.
- Roland Bogards, Harald Neumeyer: Büchner-Handbuch. Leben-Werk-Wirkung. Metzler, Stuttgart 2009. ISBN 978-3-476-02229-5.
- Theo Buck: Büchner-Studien (Zwei Bände), Rimbaud, Aachen 1990 und 2000:
- Fausto Cercignani: Il «Woyzeck» di Büchner e il «Wozzeck» di Berg. In: Francesco Degrada, Wozzeck, Milano, Edizioni del Teatro alla Scala, 1997, 97-116.
- Henry and Mary Garland. The Oxford Companion to German Literature. 2nd ed. by Mary Garland. Oxford: Oxford University Press, 1986. "Büchner, Georg", p. 121.
- Barbara Neymeyr (Hrsg.): Georg Büchner. Neue Wege der Forschung. Wissenschaftliche Buchgesellschaft, Darmstadt 2013. ISBN 978-3-534-24527-7.
- Silvia Frank: Kennst du Georg Büchner?. Bertuch, Weimar 2011. ISBN 978-3-937601-87-8.
- Michael Glebke: Die Philosophie Georg Büchners. Tectum, Marburg 1995, ISBN 3-89608-903-X.
- Jan-Christoph Hauschild: Georg Büchner – Biographie. Metzler, Stuttgart/Weimar 1993, ISBN 3-548-26505-7.
- Clemens Hillebrand: Labyrinthe, Arbeiten zu Georg Büchners Lenz. Scherrer & Schmidt, Köln 1996, ISBN 3-927753-10-6.
- Gerhard P. Knapp: Georg Büchner. 3. Auflage, Metzler, Stuttgart 2000, ISBN 3-476-13159-9 (= Sammlung Metzler, Band 159).
- Ariane Martin: Georg Büchner. Reclam, Stuttgart 2007, ISBN 978-3-15-017670-2.
- Christian Milz: Georg Büchner. Dichter, Spötter, Rätselsteller. Passagen, Wien 2012, ISBN 978-3-7092-0053-7.
- Christian Neuhuber: Georg Büchner. Das literarische Werk. Erich Schmidt, Berlin 2009, ISBN 978-3-503-09889-7.
- Henri Poschmann: Georg Büchner. Dichtung der Revolution und Revolution der Dichtung. Aufbau, Berlin/Weimar 1983, ISBN 3-351-01267-5.